# صالح النعامي
صالح النعامي كاتب وباحث وصحفي فلسيطيني متخصّص في الشأن الإسرائيلي وتقاطعاته العربية والفلسطينية والإسلامية. يقيم حاليًا في مخيم المغازي للاجئين في المنطقة الوسطى من قطاع غزة.

## تعليمه
تخرج عام 1990 من جامعة النجاح الوطنية في نابلس ببكالوريوس العلوم في تخصص الأحياء، وحصل على درجة الماجستير في الدراسات الإقليمية من جامعة القدس بأطروحة بعنوان «الرقابة على الصحف الإسرائيلية 1986-2006»، وعلى الدكتوراه في العلوم السياسية بأطروحة بعنوان «تعاظم التيار الديني الصهيوني في إسرائيل وآثاره الداخلية والإقليمية».

## حياته العملية
بدأ حياته المهنية كصحافي بالعمل محررًا ومعلقًا للشؤون الإسرائيلية في صحيفة «الوطن» بين عاميّ 1994 و1996، ثم عمل محررًا ومعلقًا للشؤون الإسرائيلية في صحيفة «الرسالة» بين عامي 1997 و2003. كما عمل مُراسلاً لصحيفة «الشرق الأوسط» اللندنية في الأراضي الفلسطينية بين عامي 1999 و2013، ومراسلًا لصحيفة «الأهرام الأسبوعية» الصادرة باللغة الإنجليزية (بالإنجليزية: Al Ahram Weekly)‏ في القاهرة بين عامي 2006 و2012.
وكتب مئات المقالات والتقارير المختصة بالشأن الإسرائيلي وتقاطعاته العربية والفلسطينية والإسلامية في صحف: «الحياة» اللندنية و«الدستور» الأردنية و«الرسالة» و«الأيام» و«السبيل» و«الوطن» و«الدار» الفلسطينية، وفي مجلات: «وجهات نظر» المصرية و«المجتمع» الكويتية و«البيان» السعودية و«دراسات الشرق الأوسط» الأردنية و«فلسطين المسلمة» بلندن و«السياسة الفلسطينية» برام الله.
وباحثًا، نشرت له العديد من الأبحاث، فقد نشر له «مركز الجزيرة للدراسات» 12 ورقة بحثية محكمة، كما نشر له «مركز العربي للأبحاث ودراسة السياسات» بالدوحة، و«مركز دراسات الشرق الأوسط وأفريقيا» في الخرطوم، و«مركز دراسات الشرق الأوسط» في عمّان، ومركز «باحث» في بيروت.

## مؤلفاته

### الكتب
| م  | العمل                                                                                  | عام الإصدار | الناشر                                                           | عدد الصفحات | رقم تعريفي                                                   | مراجع                |
| -- | -------------------------------------------------------------------------------------- | ----------- | ---------------------------------------------------------------- | ----------- | ------------------------------------------------------------ | -------------------- |
| 1  | العسكر والصحافة في إسرائيل                                                             | 2005        | دار الشروق، القاهرة                                              | 142         | (ردمك 6221102014175، وردمك 9770911453 ، وردمك 9789770911457) | [ 4 ] [ 5 ] [ 6 ]    |
| 2  | على خطى سدوم: إسرائيل بين الدين والعسكر والفساد                                        | 2011        | دار الكتاب الجامعي، العين                                        | 388         |                                                              | [ 7 ] [ 8 ]          |
| 3  | الحركة الإسلامية في إسرائيل                                                            | 2012        | مركز المسبار للدراسات والبحوث، دبي                               | 320         | (ردمك 9789948433148)                                         | [ 9 ]                |
| 4  | العقل الإستراتيجي الإسرائيلي: قراءة في الثورات العربية واستشراف لمآلاتها               | 2013        | مركز الجزيرة للدراسات، الدوحة الدار العربية للعلوم ناشرون، بيروت | 143         | (ردمك 9786140107229، وردمك 6140107229)                       | [ 10 ] [ 11 ] [ 12 ] |
| 5  | في قبضة الحاخامات: تعاظم التيار الديني الصهيوني في إسرائيل وآثاره الداخلية والإقليمية  | 2014        | دار البيان للبحوث والدراسات، الرياض                              | 524         | (ردمك 9786038101445، وردمك 6038101446)                       | [ 13 ] [ 14 ]        |
| 6  | انتفاضة القدس: بيئة.. سمات.. تداعيات                                                   | 2015        | دار البيان للبحوث والدراسات، الرياض                              | 197         |                                                              | [ 15 ]               |
| 7  | الجمهورية التركية في المنظور السياسي الإسرائيلي                                        | 2016        | مركز رؤية للتنمية السياسية، إسطنبول                              | 208         |                                                              | [ 16 ]               |
| 8  | العلاقات المصرية الإسرائيلية بعد ثورة 25 يناير                                         | 2017        | مركز الجزيرة للدراسات، الدوحة الدار العربية للعلوم ناشرون، بيروت | 200         | (ردمك 9786140233256، وردمك 614011750X، وردمك 9786140117501 ) | [ 17 ] [ 18 ] [ 19 ] |
| 9  | الجنرال في أثر الحاخام: تغلغل المتدينين في المؤسسة العسكرية الإسرائيلية: واقع وتداعيات | 2017        | دار البيان للبحوث والدراسات، الرياض                              | 123         | (ردمك 9786038191071، وردمك 6038191070)                       | [ 20 ]               |
| 10 | فقه التوحش المسكوت عنه: مقاصد فتاوى الحاخامات وتأثيراتها في الصراع والمجتمع الإسرائيلي | 2020        | جسور للترجمة والنشر، بيروت                                       | 144         | (ردمك 9786144317662، وردمك 614431766X)                       | [ 21 ] [ 22 ]        |

1. ↑  تأليف مشترك مع عدنان أبو عامر وحسن صنع الله ومهند مصطفى ومأمون عامر وإبراهيم أبو جابر وإياد عقل وصالح لطفي وفرح نعيم.
2. ↑  تأليف مشترك مع عمر أبو عرقوب وأحمد الزعتري وعدنان أبو عامر وعماد أبو عواد وصلاح الدين العواودة ومأمون أبو عامر

## روابط خارجية
- الموقع الرسمي
- مقالاته على موقع مركز الجزيرة للدراسات
- مقالاته على موقع ترك برس
- مقالاته على موقع صحيفة العربي الجديد
- مقالاته على موقع وكالة شهاب للأنباء
- مقالاته على موقع الخليج الجديد